# Préfecture de Tirana
La préfecture de Tirana (en albanais : Qarku i Tiranës) est une préfecture d'Albanie. Sa capitale est Tirana, qui est également la capitale et plus grande ville du pays. Avec plus de 800 000 habitants, elle est la plus peuplée des préfectures d'Albanie.
À l'ouest, la préfecture est bordée par la mer Adriatique. Elle partage des frontières terrestres avec les préfectures suivantes :

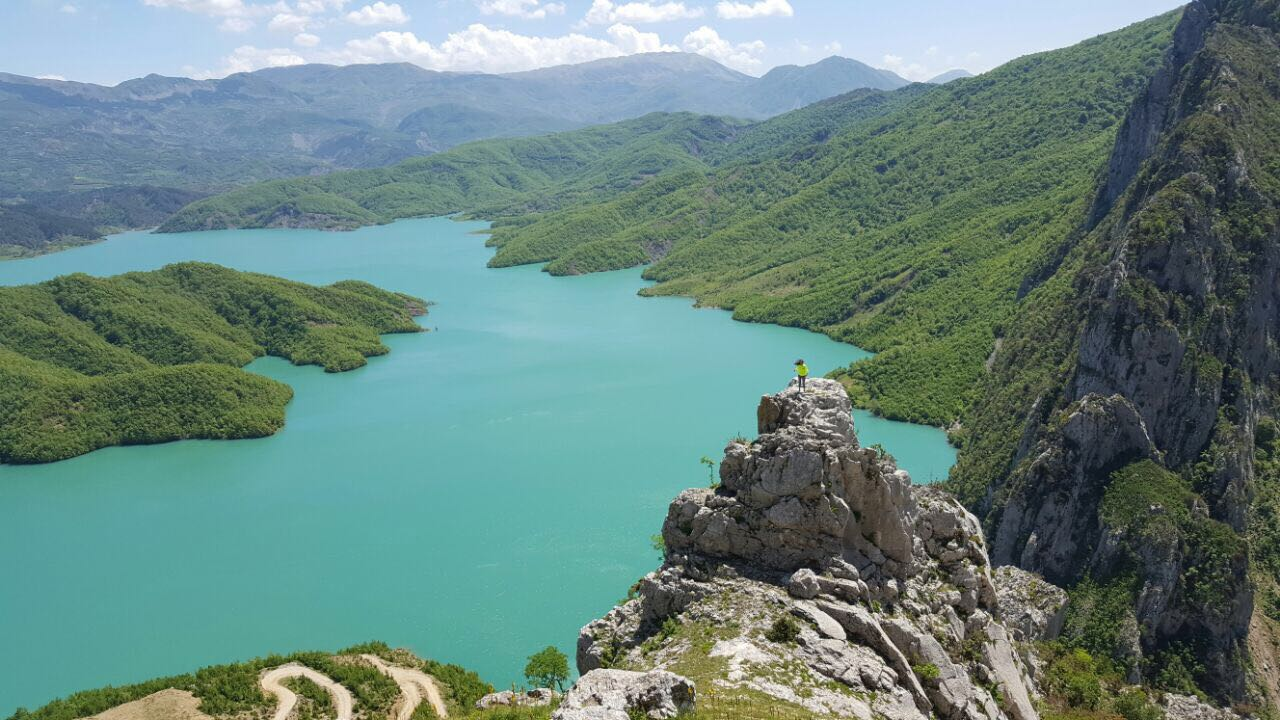
Lac Boville

- Préfecture de Durrës
- Préfecture de Dibër
- Préfecture d'Elbasan
- Préfecture de Fier

## Districts
Il n'y a plus de districts en Albanie depuis une réforme administrative en 2015.